# Адсорбційне очищення стічних вод
Адсорбцію застосовують для очищення стічних вод при концентрації органічних сполук менше 1 г/л. У більшості випадків адсорбенти — активоване вугілля, коксовий і шлаковий дріб'язок — використовують у вигляді зерен неправильної форми розміром від 1,5 до 5 мм.

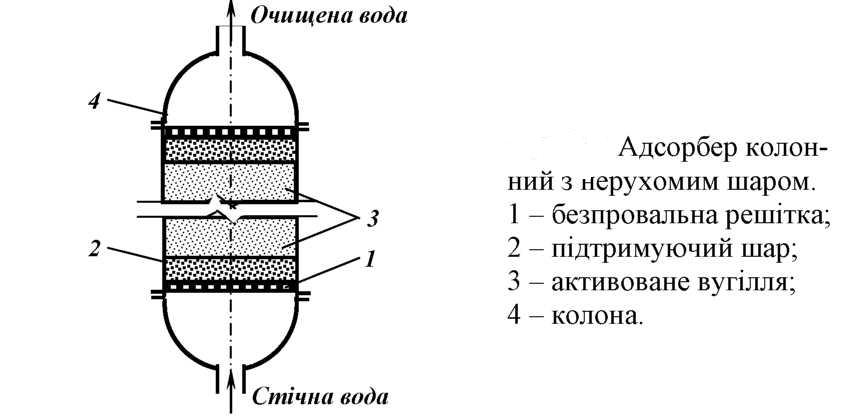
Рис. 1 — Адсорбер колонний з нерухомим шаром.

До активованого вугілля, що використовується для очищення промислових стічних вод, висувають такі вимоги: легка змочуваність водою; відносно крупна пористість; невелика утримуюча здатність при регенерації; мінімальна каталітична активність щодо реакцій окиснення, конденсації тощо.
Ефективність адсорбції органічних речовин зі стічних вод залежить від хімічного складу адсорбенту і властивостей його поверхні.
При очищенні стічних вод їх пропускають через нерухомий і псевдорозріджений шар адсорбенту. Застосування адсорбенту в нерухомому шарі — один із найбільш простих методів очищення стоків. У промислових умовах для його реалізації стічні води фільтрують через колону (рис. 1), заповнену адсорбентом. У колоні 4 закріплена безпровальна решітка 1 з діаметром отворів 5 — 10 мм. На решітку укладають підтримуючий шар 2 висотою 400–500 мм з дрібного щебеню або гравію. На цей шар засипають активоване вугілля 3. Зверху на вугілля знов укладають шар щебеню, який притискають решіткою. Шар щебеню у нижній частині колони запобігає випадінню зерен адсорбенту в підрешітний простір і забезпечує рівномірний розподіл потоку стічної води по об'єму колони. Верхній шар щебеню запобігає виносу вугілля з колони при фільтруванні стічних вод.

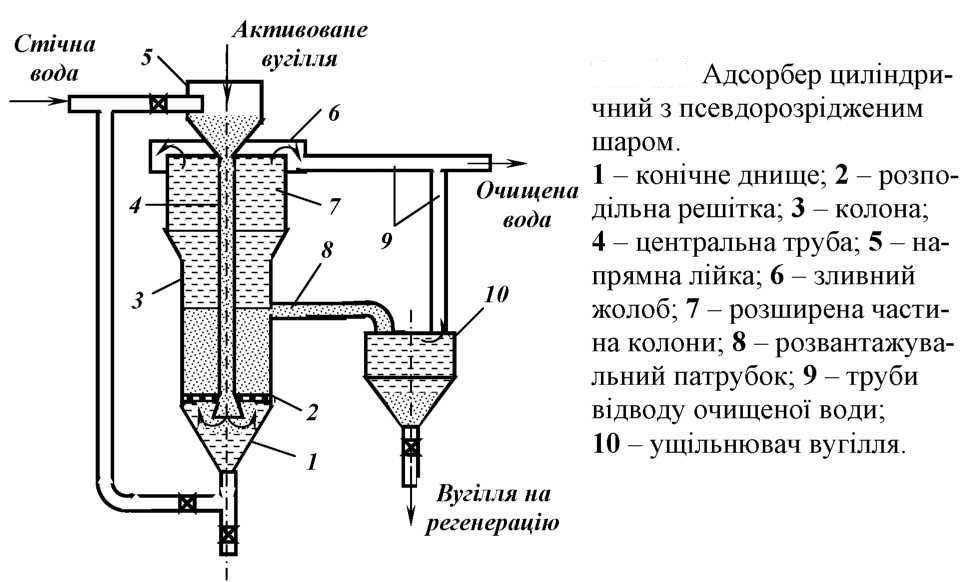
Рис. 2 — Адсорбер циліндричний з псевдорозрідженим шаром.

Стічна вода переміщується в колоні знизу вгору, при цьому вона рівномірно заповнює перетин колони і витісняє бульбашки газів і повітря. Швидкість фільтрування стоків залежить від концентрації речовин, що містяться в стічних водах, і становить від 2 до 6 м3/год*м2.
Очищення стоків у нерухомому шарі застосовують тоді, коли у стічних водах майже відсутні завислі частинки. Такі частинки закупорюють проміжки між частинками адсорбенту, у результаті чого зростає опір шару адсорбенту потоку рідини і знижується швидкість фільтрування.
Після насичення адсорбенту поглиненою речовиною подачу стоків у колону припиняють і вугілля піддають регенерації.
Очищення стічних вод активованим вугіллям у псевдорозрідженому завислому шарі здійснюється в циліндричних адсорберах. Циліндричний одноярусний адсорбер (рис. 2) являє собою колону 3 висотою 4 м. Діаметр верхньої частини колони збільшений. На розширеній частині колони 7 закріплений кільцевий зливний жолоб 6 для відводу очищеної води. У нижній частині колони передбачене конічне днище 1 з патрубками для подачі стічних вод на очищення. Над конічним днищем розташована розподільна решітка 2 з діаметром отворів 5 — 10 мм. На решітку завантажують активоване вугілля (висота його шару 2,5 — 2,7 м). У центрі колони передбачена труба 4 з напрямною лійкою 5 для подачі в колону активованого вугілля, яке дозують живильником.
Швидкість подачі стічних вод обирається такою, щоб вугілля на решітці знаходилося у завислому стані. Верхня межа шару адсорбенту визначається положенням розвантажувального патрубка 8, через який вода, що очищується, разом із вугіллям надходить в ущільнювач 10.
Очищена вода зливається у кільцевий жолоб і разом із водою ущільнювача вугілля відводиться трубами 9. Активоване вугілля з ущільнювача періодично або безперервно відводиться через кран і спрямовується на регенерацію, після якої знов повертається в адсорбер. Великі грудки вугілля накопичуються в підрешітному просторі адсорбера, звідки вони періодично видаляються через кран днища адсорбера.
Поглинені речовини вилучають при регенерації адсорбенту екстракцією органічними розчинниками, відгоном водяною парою і випарюванням у струмені інертного газоподібного теплоносія.